# Musée des Explorations du monde
Le musée des Explorations du monde, anciennement musée de la Castre, est un musée de Cannes installé dans les vestiges du château médiéval des moines de Lérins au Suquet. Labellisé « Musée de France », il présente des collections appartenant à la ville de Cannes : arts primitifs (ou premiers) d'Himalaya-Tibet, Arctique, Amérique pré-colombienne, Océanie, antiquités méditerranéennes, peinture de paysage du XIXe siècle avec les petits maîtres de Provence.

## Situation géographique
Le musée des Explorations du monde est situé place de la Castre, au sommet du quartier du Suquet, à Cannes, dans le département des Alpes-Maritimes en région Provence-Alpes-Côte d'Azur (France).

## Des bâtiments

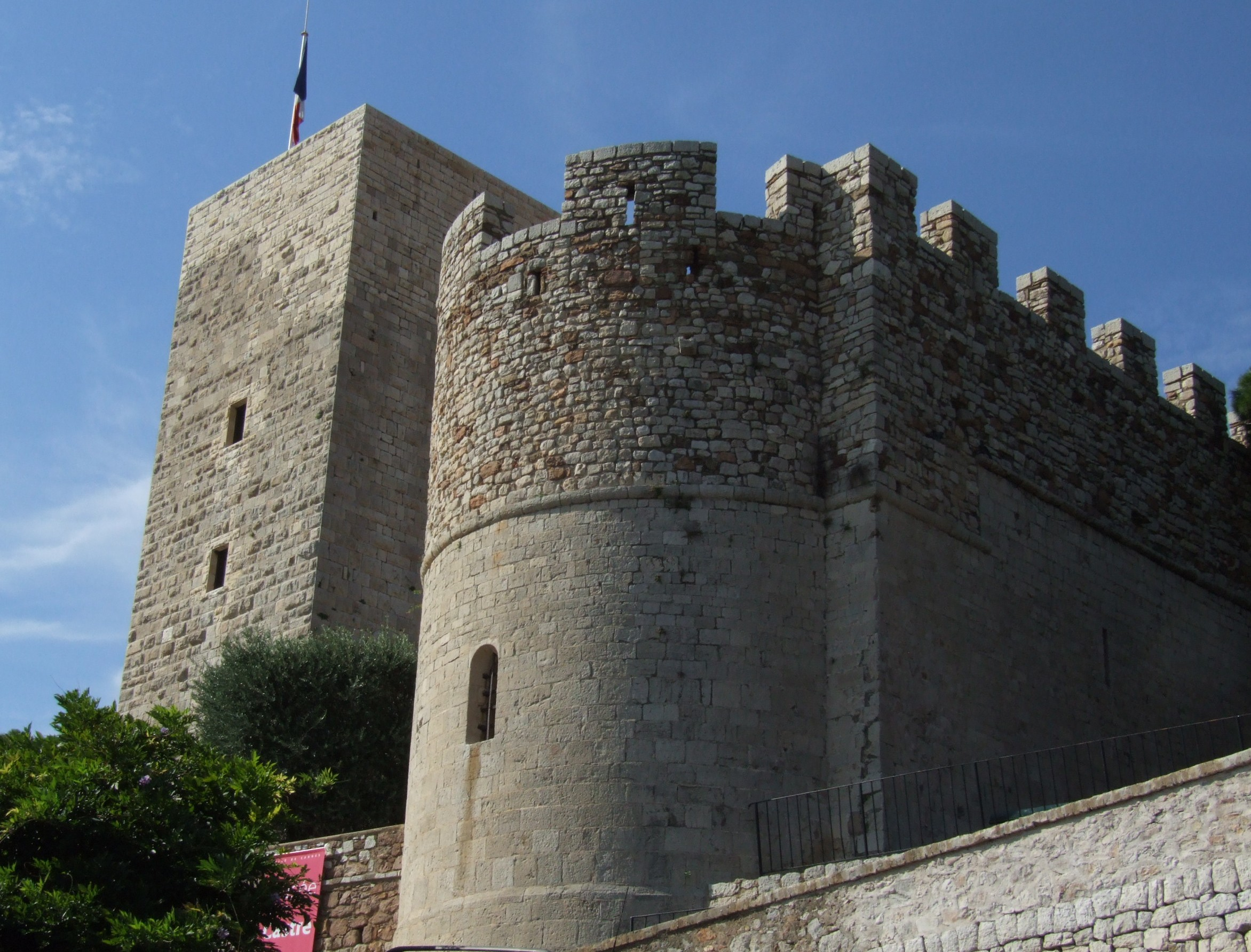
La « tour de l'abbé » et la chapelle Sainte-Anne, vestiges du château du Suquet.

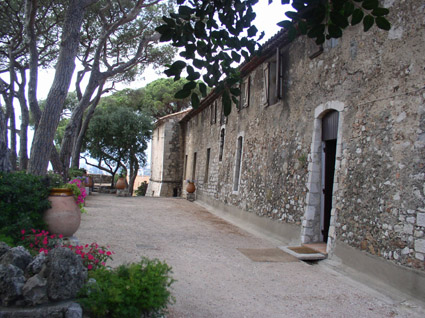
Le jardin du musée.

Construit au sommet de la colline du Suquet qui domine la baie, l’ensemble des bâtiments du musée forme l’un des rares témoins du Moyen Âge à Cannes. Il fut édifié à partir du XIe siècle à l’initiative des moines de Lérins, installés dans leur célèbre abbaye sur l’île Saint-Honorat depuis le Ve siècle. Édifice conventuel (monastère masculin), il est construit sur un plan quadrangulaire, comme celui d’un château avec donjon, et il intègre dans son enceinte défensive un corps de logis et une chapelle. Au milieu de la cour centrale se dresse une tour carrée dont la hauteur pouvait permettre le guet. Destiné aux princes de l’Église qu’étaient les abbés de Lérins, seigneurs d’une grande partie de la région, le château de Cannes marquait sa majesté architecturale qu’il imposait au paysage du littoral.
Endommagé dès la fin du XVIe siècle, le château fut partiellement détruit au XVIIIe siècle sur ordre de l’évêque de Grasse. Vendu comme bien national pendant la Révolution à la famille Hibert, il servit de demeure d’habitation jusqu’en 1878, date à laquelle il est loué à une manufacture de céramique « La faïencerie d’art du Mont-Chevalier ». En 1919, la commune de Cannes acquiert l’ensemble des bâtiments afin d’y loger son musée. La tour et la chapelle Sainte-Anne forment avec l'église Notre-Dame-de-l'Espérance un ensemble classé au titre des monuments historiques par arrêté du 28 juillet 1937.

## Des jardins et un panorama
Un premier jardin planté d’essences méditerranéennes, notamment de grands pins parasols, accueille le promeneur. Il est le prélude à l’entrée des visiteurs du musée. Après la visite des collections, le visiteur parvient dans la cour intérieure du musée au centre de laquelle est implantée la tour de guet de l’ancien château de Cannes. Du haut des 109 marches de cette tour médiévale, un point de vue à 360° s’offre au visiteur.

## Les collections
L’origine du premier musée de Cannes, situé alors dans l'hôtel de ville, remonte à 1877, avec l’importante donation faite à la ville par le baron Tinco Martinus Lycklama à Nijeholt, noble hollandais, voyageur cultivé qui s’attacha à la petite cité balnéaire. Le baron Lycklama a offert deux ensembles constitués de :
- sa propre collection : antiquités du bassin méditerranéen et objets ethnographiques achetés au Moyen-Orient et en Asie centrale et rapportés en Europe ;
- la collection du voyageur Edmond Ginoux de la Coche (réunie avant 1850, puis acquise en 1874 par Lycklama) : art primitif et ethnologie océanienne, et art précolombien.

À ce noyau s’ajoutèrent très tôt diverses donations de peintures, en particulier celle d’Alphonse de Rothschild. Depuis plus d’un siècle, ces collections ont été régulièrement enrichies par des acquisitions et des dépôts importants, dont celui du musée du Louvre. Longtemps installé dans l’ancien hôtel de ville, le musée fut transféré progressivement, à partir de 1920, au château de la Castre. La présentation actuelle s’articule autour de quatre ensembles :
- les arts primitifs (ou arts premiers) et ethnologie à travers l’Himalaya, l’Arctique, l’Amérique précolombienne et l’Océanie ;
- les antiquités méditerranéennes à travers l'Égypte, le Proche-Orient, Chypre, la Grèce et Rome ;
- La peinture de paysage depuis 1830 jusqu'au postimpressionnisme par les petits maîtres de la Provence

## Voyage ethnographique

### Himalaya-Tibet

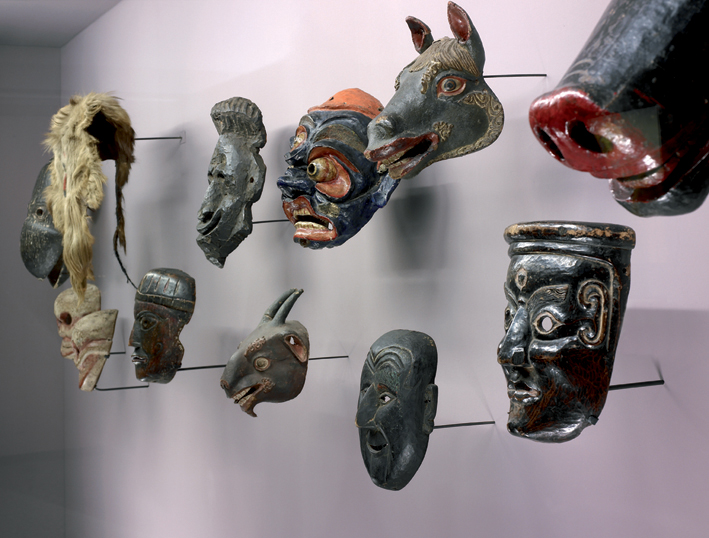
Masques, Himalaya-Tibet.

Cette collection unique en France témoigne de la richesse d’un art populaire exceptionnel, né d’inspirations tantôt « classiques » (essentiellement liées au bouddhisme tibétain), tantôt « tribales » (chamanisme, fêtes villageoises). Les pièces présentées (masques, coiffes de femme, statues votives…) proviennent des principales régions de l’Himalaya : Inde (Ladakh, Arunachal Pradesh), Népal, Tibet et Bhoutan.

### Arctique
Une soixantaine d’objets inuits présentent la production des populations primitives du Canada, de l’Alaska et du Groenland. Des objets de la vie quotidienne, ustensiles de pêche et de chasse sont exposés de part et d’autre d’une vitrine centrale. Hameçons, lunettes de banquise. De petites figurines, sculptées pour la plupart dans l’ivoire (dents de morse ou de phoque ?), sont rassemblées dans trois vitrines et évoquent leur univers quotidien et religieux. Le musée a acquis, en 1973, 29 objets qui avaient été ramenés de l'expédition menée chez les Inuits Netsilik par Gontran de Poncins en 1938.

### Amérique précolombienne
Trois vitrines murales regroupent une cinquantaine de céramiques et de sculptures en pierre de la section précolombienne. L'une d'elles est consacrée aux civilisations du Mexique et de l’Amérique centrale et l'autre aux civilisations des Andes et plus particulièrement du Pérou. Quelques pièces sont remarquables comme la meule à grains en forme de jaguar du Costa Rica ou certaines céramiques péruviennes (statuette féminine imposante de la culture Chancay ; vase portrait de la culture Mochica ou vase siffleur (pour émettre des sons musicaux) de la culture Chimú-Lambayeque.

### Océanie

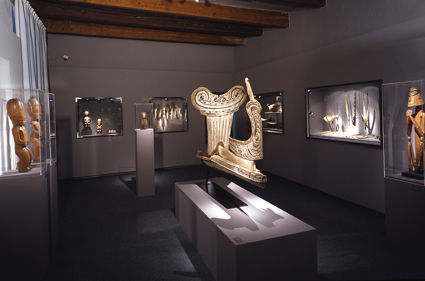
Proue de pirogue, Océanie.

L’ancienneté de certaines pièces, leur qualité et leur rareté font de cette section l’un des joyaux du musée. Une grande partie des 124 objets présentés ont été collectés par Edmond Ginoux de la Coche lors de deux séjours à Tahiti et aux îles Marquises (1843-45 et 1848). Des points forts jalonnent la mise en scène : la présentation en panoplie des armes de Polynésie et de Mélanésie ; l’espace clos dans lequel se tiennent un mannequin et des effigies funéraires du Vanuatu ; un nez de pirogue des îles Trobriand (Nouvelle-Guinée) occupant l’espace central de la deuxième salle consacrée aux peuples du Pacifique.

## Voyage historique
Les antiquités méditerranéennes prennent place dans la pièce inférieure de la « tour de l’Abbé », construction du XVIe siècle qui fut arasée en partie, mais dont on peut deviner encore le profil dans le jardin du musée. Cette tour ponctuait l’angle d’un des bâtiments d’habitation du château de Cannes. La salle présente une riche collection d’objets antiques de Méditerranée : depuis les tablettes d’argile sumériennes écrites en cunéiforme jusqu’aux sarcophages chrétiens de plomb du IVe siècle. Ainsi se déploient dans les vitrines, ajustées comme des armoires de collectionneurs et à la manière d’un cabinet d’antiques, près de 5 000 ans d’art.
Les objets proviennent en partie de la collection du baron Lycklama, qu’il acheta au cours de ses voyages au Proche-Orient : la Perse et sa capitale Téhéran, les ruines sur le Tigre de l’actuel Irak ; la Turquie et Constantinople, la Syrie avec Damas et Palmyre, la Palestine avec Jérusalem et Bethléem ; l’île de Chypre. Il parle dans ses mémoires « d’une abondante moisson d’objets antiques les plus variés ».
Certains objets les plus précieux proviennent de la donation de Jacqueline Damien (1922-2000), présidente des Amis des musées de Cannes de 1878 jusqu'à sa mort. Fille de René Damien (1891-1971), grand industriel, président-directeur-général d'Usinor, elle offrit à l’État français en 1992, la collection de son père avec l’obligation de la déposer au musée des Explorations du monde. Des dépôts importants du musée du Louvre valorisent les collections antiques du musée des Explorations du monde. Parmi les œuvres les plus remarquables, cinq sarcophages (trois paléochrétiens, un égyptien et un étrusque) forment un ensemble évoquant les pratiques funéraires de l’Antiquité. Au cœur de la collection, on remarque particulièrement les têtes sculptées chypriotes, la table d’offrandes égyptienne, les sarcophages paléochrétiens en plomb et le masque funéraire en or de Sidon (Liban).

## La peinture de paysage de 1830 au post-impressionnisme à travers les petits maîtres

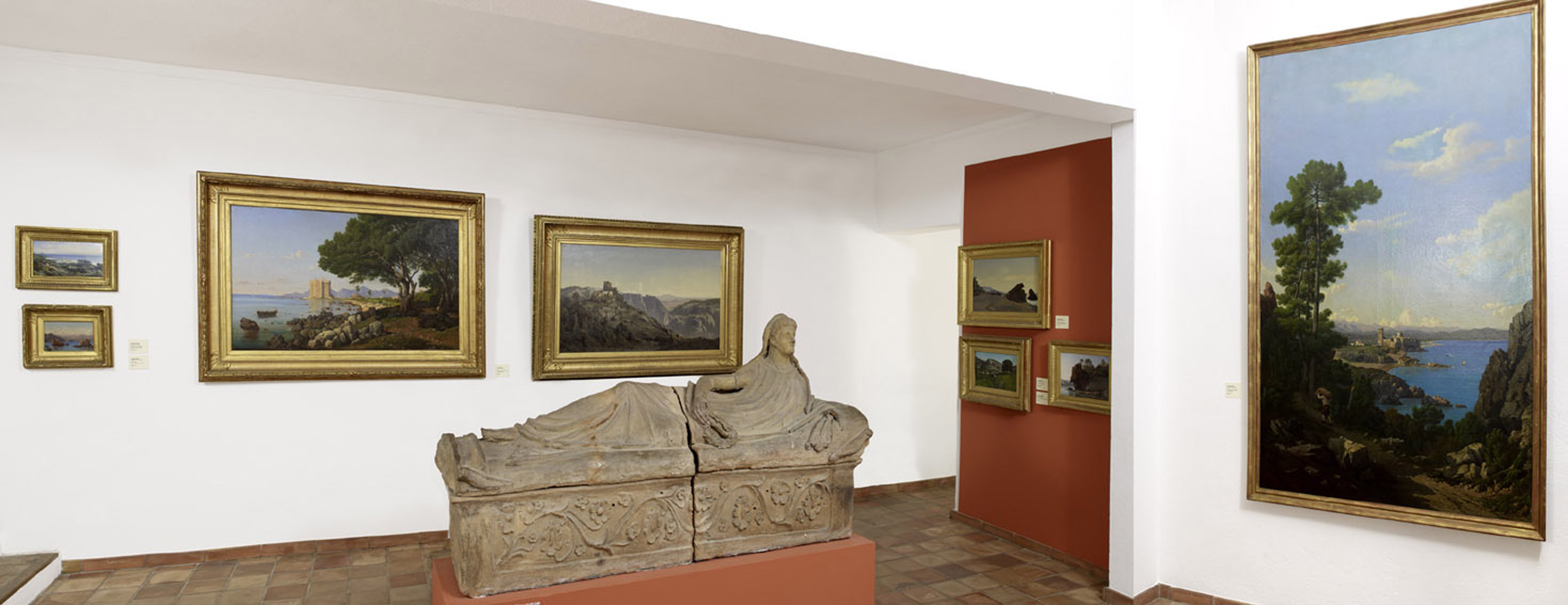
Salle peinture.

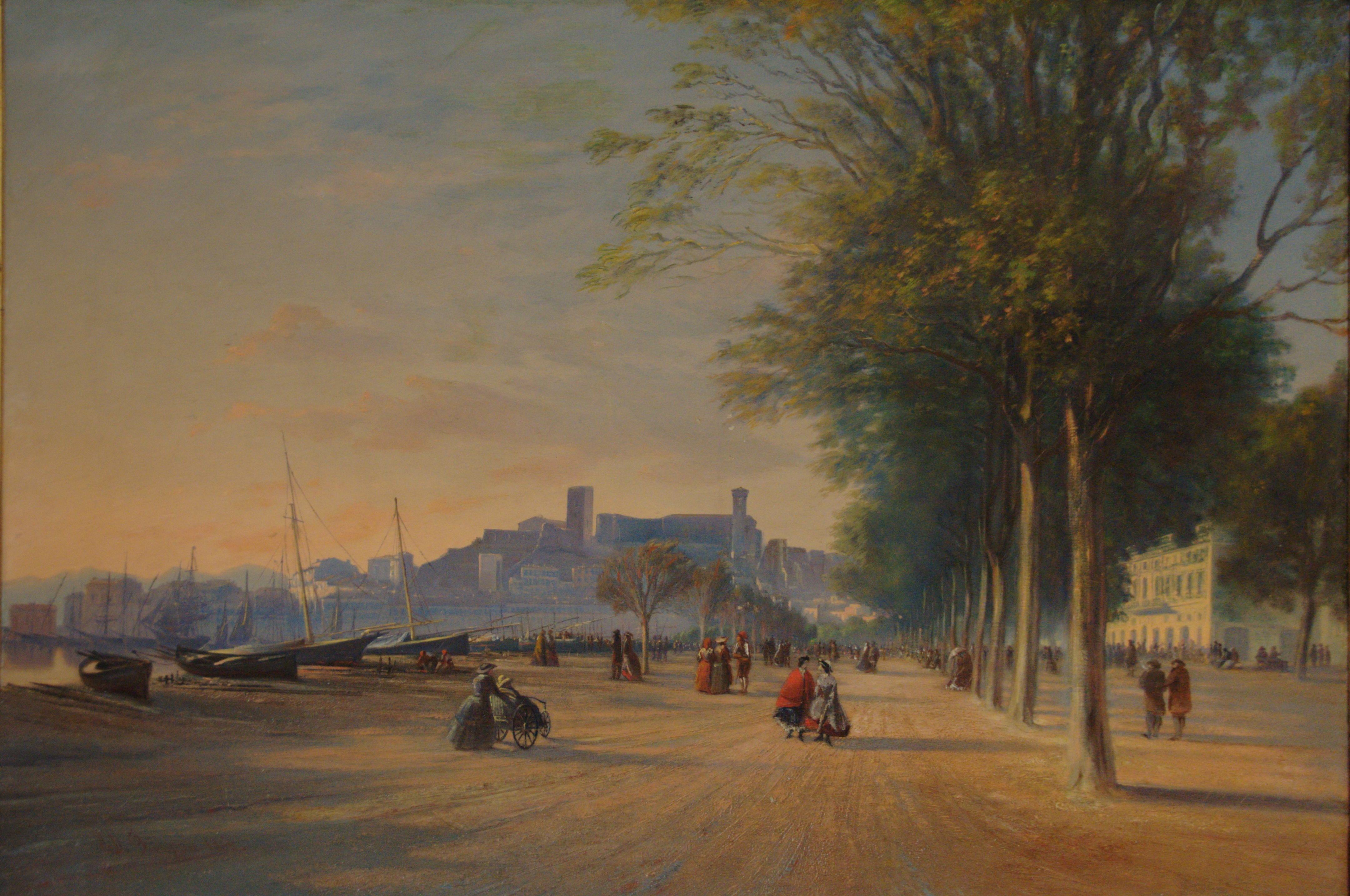
Félix Pille, Le Suquet vu de la Croisette, 1906.

### Le paysage peint auXIXesiècle- Les motifs pittoresques
La représentation de la nature, mise en scène dans la peinture de paysage a suivi des codes différents selon les époques et les civilisations : notations d’éléments paysagers sur les fresques romaines de l’Antiquité, paysages symboliques des enluminures du Moyen Âge, paysage urbain de la Renaissance italienne, et décors de fond des scènes historiques ou religieuses des périodes classiques. Au XVIIe siècle, on voit apparaître une grande diversité de sujets : plaines et forêts, terrains vallonnés, mers et rivières mais relégués à un rôle secondaire. C’est à la fin du XVIIIe siècle que l’art du paysage devient un genre à part entière, inspiré par les maîtres hollandais et flamands.
Une étape décisive en France est franchie par la création d’un prix de Rome du paysage historique en 1817 qui reconnaît le genre. À cette époque, l’ouvrage de référence des peintres paysagistes Les Éléments de perspective pratique à l’usage des artistes favorisait le travail de plein air, préconisait l’étude des fragments de paysage comme les rochers, les arbres ou les nuages. À partir d’une esquisse au crayon dans la nature, couverte d’annotations sur les couleurs, le paysagiste retravaillait dans son atelier à leur traduction en peinture. Il reconstruisait des paysages, parfois idéaux, parfois avec une volonté de vérité géographique ou atmosphérique, mais de mémoire, mêlant des détails véridiques à des sites imaginaires. Le paysagiste disposait sa composition en point de vue, c’est-à-dire qu’il révélait un motif (village, falaise…), encadré d’éléments de nature. Cet usage en peinture rejoint le goût de l’époque pour la recherche d’un point de vue pendant une excursion.
Au XIXe siècle, le promeneur, à pied ou à cheval, suivait les prescriptions des nouveaux guides de voyage dans le cadre d’un tourisme naissant et cherchait pendant sa promenade une vue du paysage en hauteur, qui l’émerveillerait et exalterait le sentiment de beauté d’un territoire. Nos guides de voyage actuels font perdurer cet usage. Le paysagiste du XIXe siècle, proposait aussi des panoramas, c’est-à-dire la vue élargie d’un paysage ouvert dans un grand angle, à la manière des paysages immenses qui défilent par la fenêtre du train. Le chemin de fer a permis aux premiers voyageurs du XIXe siècle de se familiariser à cette vision du paysage, qui défile encadré par la fenêtre, comme un panorama en peinture…
Les tableaux présentés dans cette salle montrent les petits maîtres cannois du XIXe siècle, virtuoses des motifs pittoresques du littoral. La génération de Joseph Contini (1827-1892) et d’Adolphe Fioupou (1824-1899) nous invite à l’observation minutieuse des arbres ou des rochers, motifs isolés ou intégrés dans une composition élaborée.

### Vedutede Cannes

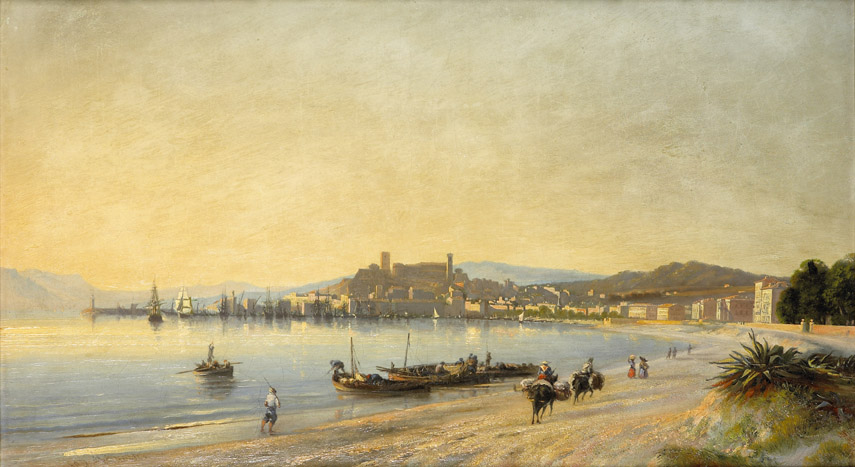
Adolphe Fioupou, Vue de Cannes, 1860.

Les peintres de Venise au XVIIIe siècle, comme Canaletto ou Guardi, magnifièrent un genre, la vue topographique ou veduta, qu’ils exportaient dans toute l’Europe. C’était un souvenir peint de grande qualité qui donnait aux riches visiteurs un souvenir de la beauté architecturale de la cité. Exactitude des paysages urbains, précision et minutie des détails architecturaux ou des scènes pittoresques représentées, dominaient cette peinture.
À Cannes, au XIXe siècle, alors que les touristes d’hiver marquaient une halte sur le chemin de l’Italie, les petits maîtres du littoral - incontournables Fioupou, Contini et Buttura - s’attachaient à composer des tableaux de format modeste, prêts à être emportés dans les malles de voyage, et qui décrivaient les lieux de villégiature cannois : la vue du Suquet, la promenade de la Croisette, le quai des bateaux. L’atmosphère dorée des soirs, la végétation méditerranéenne qui y sont dépeintes, évoquent une atmosphère de Cannes presque orientale, la ville pouvant être une des portes possibles de l’Orient rêvé de l’époque.

### Marines

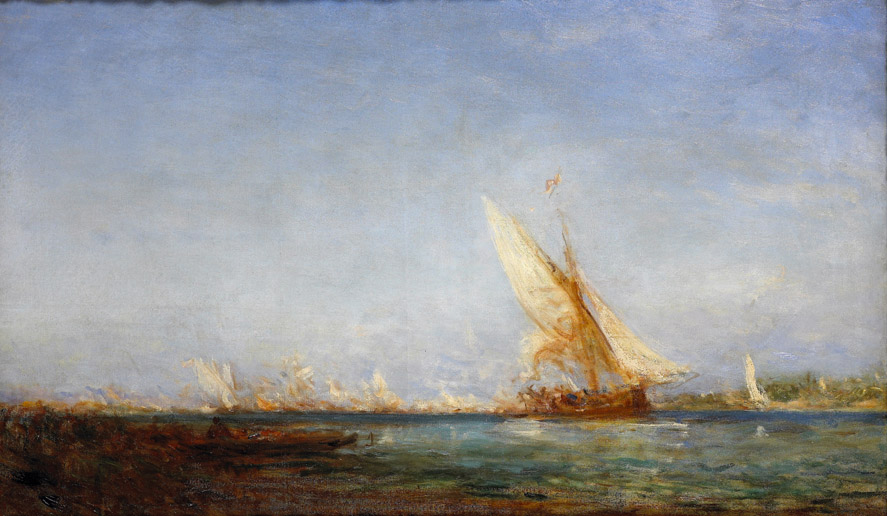
Félix Ziem, Trabucco à Venise, vers 1880-1890.

En France, jusqu’au XIXe siècle, les paysages maritimes, obéissent aux codes de l’Académie, qui en font des instruments de propagande du roi. La gloire des combats maritimes ou la majesté des ports sont dépeints dans des tableaux de grand format pour les galeries des châteaux. À partir de 1830, la France connaît une renaissance puisée aux sources de la peinture hollandaise.
Débute alors un intérêt pour le milieu naturel et les hommes. On peint des petits formats où sont décrits avec sensibilité les reflets des eaux, les ciels dans une part importante de la surface et des nuages qui ponctuent les ciels. Les bateaux, hauturier ou caboteur, forment les éléments pittoresques du paysage maritime. Les personnages des bords de mer ajoutent de l’anecdote aux vues du littoral. Ernest Buttura (1841-1920), excellait à Cannes dans le genre maritime.

### Peinture de paysage - Entre impressionnisme et fauvisme

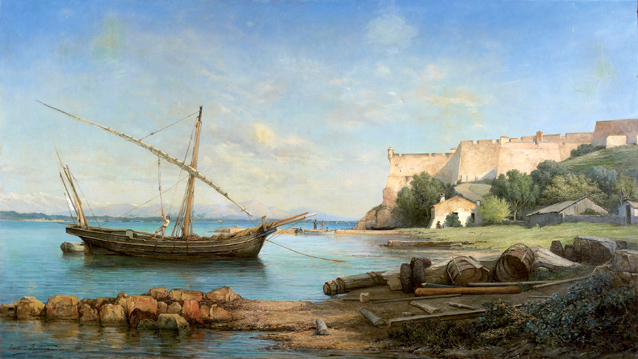
Ernest Buttura, Le Fort de l'île Sainte-Marguerite, 1880.

Au cours du XIXe siècle, les peintres quittent l’atelier pour peindre en extérieur. Ils choisissent de représenter le paysage sans idéaliser ce qu’ils observent, délaissant les sujets de la « grande peinture » de l’époque, scènes héroïques, paysages inventés de Grèce ou de la Rome antique. Il fallait aussi se démarquer de la photographie, née en 1829, et que leur art nourrisse autre chose que la transcription de l’instantané.
À la suite des pionniers de l’école de Barbizon, les impressionnistes sortent peindre dans la nature « sur le motif ». Ils installent leur chevalet en plein air, devant leur paysage modèle, ayant eu soin de prendre dans l’excursion tout le nécessaire à peindre, rendu léger grâce à l’invention du tube de peinture. Ils recherchent l’objectivité, en oubliant les éléments historiques ou anecdotiques et en abandonnant l’esprit romantique ou moral de leurs prédécesseurs. Alfred Casile (Marseille 1848-1909), présenté ici, dans un paysage normand qu’il affectionnait, . Les impressionnistes aiment décrire l’atmosphère par des teintes claires, préfèrent l’utilisation de la couleur pure sortie du tube. Ils fractionnent la touche de peinture et juxtaposent les couleurs sans les mélanger. Leur manière nouvelle a engagé l’art de la peinture vers la modernité.
À la suite du mouvement impressionniste, Seurat et Signac marquent leur époque. Le paysage de Georges Ribemont-Dessaignes, présenté dans cette salle, de 1907, s’inspire de leur manière dite postimpressionnisme, ou aussi divisionniste. Ce paysage affiche un espace peint divisé nettement en trois bandes étagées. Deux arbres très longs qui se profilent au premier plan relient les trois niveaux colorés. La touche est fractionnée sur la bande représentant la mer.
Les peintres dits fauves (1905 à 1910) comme Maurice de Vlaminck ou André Derain tentèrent d’aller plus loin encore. Ils fondaient leur art sur l’instinct et utilisait des couleurs brillantes et pures en larges aplats. Les peintres du Sud de la France au début du XXe siècle adoptèrent le style des fauves, sans vraiment adhérer à l’esprit de provocation du mouvement. Leur manière, violemment colorée servit à Jean-Baptiste Olive (1848-1936), Édouard Crémieux (1856-1944), Édouard Ducros (1856-1936) présentés dans cette salle.

## Des personnalités qui ont marqué le musée des Explorations du monde

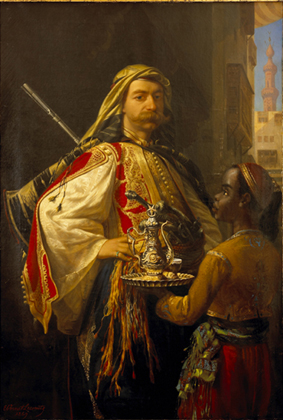
Émile Vernet-Lecomte, Le Baron Lycklama, 1869.

### Tinco Martinus Lycklama à Nijeholt (1837-1900)
L’importante donation faite par Tinco Martinus Lycklama à Nijeholt, aristocrate hollandais, amateur d’antiquités et de curiosités orientales est l’acte fondateur du musée des Explorations du monde. Esprit curieux, grand voyageur, fastueux et francophile, il s’installe à Cannes et offre son musée personnel à la ville où il est venu résider au terme de deux longs voyages en Orient (1865-1868 et 1869-1870).
Peu avant sa donation, la collection personnelle du baron s’est enrichie d’une autre collection, celle d'Edmond de Ginoux de la Coche.

### Edmond de Ginoux de la Coche (1811-1870)
Ce curieux voyageur, journaliste et aventurier séjourne, à deux reprises, en Polynésie et aux îles Marquises (1843 et 1848). Parti « vivre auprès des Sauvages pour mieux les étudier », Ginoux fut l’un des premiers à porter un regard ethnographique sur cette partie du monde. Il rapporte de nombreux et importants objets océaniens (armes, parures, sculptures, objets de la vie quotidienne) ainsi qu’une collection de pièces archéologiques précolombiennes recueillies au cours de ses escales en Amérique.

### Gontran de Poncins (1900-1962)
Cet aristocrate excentrique, intéressé « à se trouver lui-même à travers l’Eskimo » parcourt, pendant treize mois (1938-39), l’Arctique central. Au gré des rencontres, il collecte près de 450 objets. En 1973, le musée se porte acquéreur de vingt-neuf d’entre eux.

### René Damien (1893-1971)
Perpétuant la tradition de mécénat du baron Lycklama, Jacqueline Damien fait la donation d’une partie des collections rassemblées par son père, René Damien. Humaniste, scientifique spécialiste des métaux, il collectionne, sa vie durant, de la peinture, des livres rares et des antiquités. Il cherche à se constituer, dans un cabinet de curiosités, une « sorte de galerie d’ancêtres qui le ramène 5 000 ans en arrière et lui permet de suivre la progression continue de l’imagination et de l’ingéniosité des hommes dans le travail des métaux, la maîtrise des techniques et l’expression artistique ».

## Fréquentation
| Année | Entrées gratuites | Entrées payantes | Total  |
| ----- | ----------------- | ---------------- | ------ |
| 2001  | 6 616             | 12 367           | 18 983 |
| 2002  | 7 540             | 7 807            | 15 347 |
| 2003  | 12 290            | 9 698            | 21 988 |
| 2004  | 12 391            | 7 316            | 19 707 |
| 2005  | 10 321            | 11 629           | 21 950 |
| 2006  | 11 406            | 14 831           | 26 237 |
| 2007  | 14 023            | 13 317           | 27 340 |
| 2008  | 17 878            | 14 272           | 32 150 |
| 2009  | 15 313            | 11 536           | 26 849 |
| 2010  | 17 994            | 14 785           | 32 779 |
| 2011  | 15 715            | 14 033           | 29 748 |
| 2012  | 15 075            | 13 836           | 28 911 |
| 2013  | 16 806            | 13 134           | 29 940 |
| 2014  | 18 844            | 17 330           | 36 174 |
| 2015  | 14 226            | 12 584           | 26 810 |
| 2016  | 11 424            | 12 271           | 23 695 |
| 2017  | 15 632            | 14 172           | 29 804 |

## Label «musée de France»

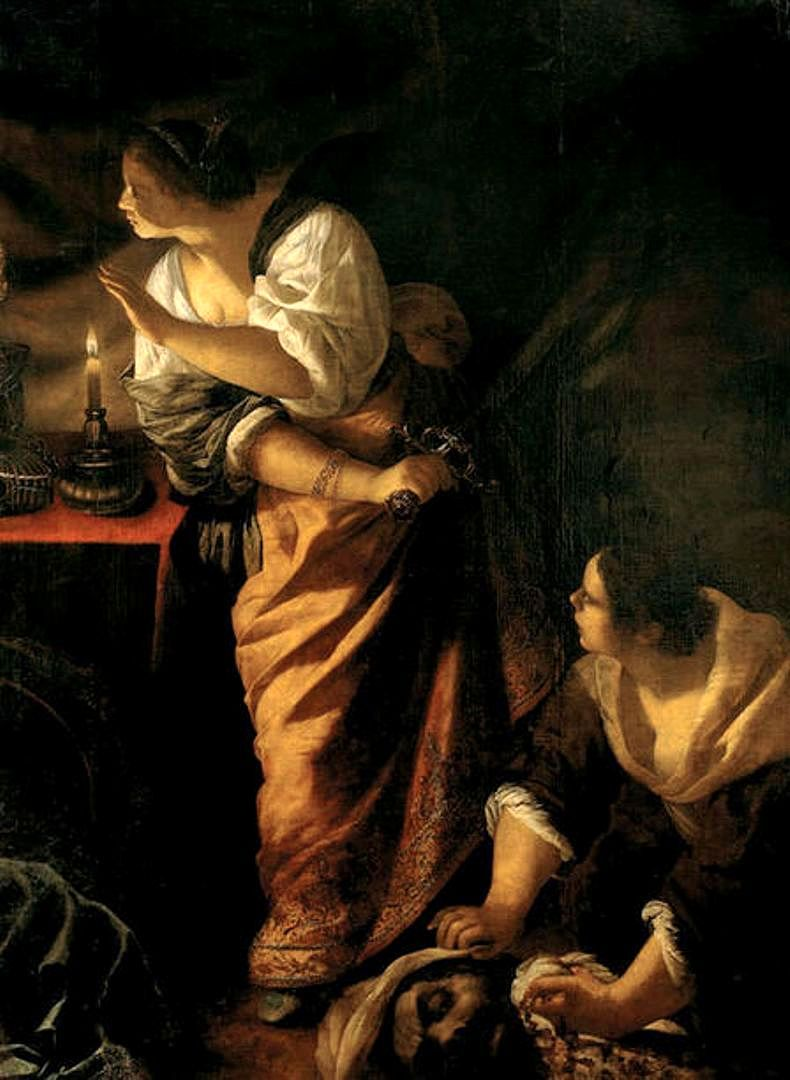
Judith et sa servante avec la tête d'Holopherne, par Artemisia Gentileschi, vers 1640-1642.

La conservation et la présentation au public de ses collections revêtant un intérêt public, le musée des Explorations du monde est labellisé « musée de France ».

## Changement de nom
Connu sous le nom « Musée de la Castre », le musée est officiellement renommé « Musée des Explorations du Monde » en 2021 par la Ville de Cannes.